# 얼터너티브 만화
얼터너티브 만화(영어: Alternative comics 얼터너티브 코믹스[*])는 1960년대 말부터 1970년대 초까지의 언더그라운드 만화 운동의 결과로, 약 1980년 무렵부터 미국에서 출현한 일련의 만화 작품이다. 전형적인 얼터너티브 만화는 한 작가의 단독 작업에 의해 제작된 성인 독자를 대상으로 종종 실험적인 작풍을 가지고있다. 얼터너티브 만화 작품은 논의의 와중에에서 "포스트 언더그라운드 만화", "인디펜던트 만화", "뉴웨이브" 등 다양한 이름으로 불리고 있었다. 얼터너티브 만화에 속하는 장르로는 미니 만화(minicomic.)와 인디 만화(indie comic.)가 있다.

## 출판사 목록
- 다크 호스 코믹스 (1986–현재)
- 이벤트 코믹스 (1994–1999); 마블 코믹스에 인수
- 이미지 코믹스 (1992–현재)
- 말리부 코믹스 (1986–1994); 마블 코믹스에 인수
- 발리언트 코믹스 (1989–1996, 2012–현재)

## 같이 보기
- 가로
- 극화